# Vila Prudente (São Paulo)
Vila Prudente est un district de la municipalité de São Paulo, situé à la zone est de la municipalité et appartenant à la sous-préfecture de Vila Prudente.
Quartiers de Vila Prudente : Vila Prudente ; Vila Alpina ; Vila Zelina ; Vila São Maurício ; Vila Haddad ; Vila Santa Teresa; Vila São Carlos ; Quinta da Paineira ; Parque Lituânia ; Vila Alois ; Conj. Hab. Cintra Gordinho; Parque da Vila Prudente ; Vila Bela ; Vila Lúcia ; Jardim Avelino ; Vila Macedópolis; Vila Califórnia.

## Histoire
L'histoire de Vila Prudente a commencé au début du XVIe siècle avec le don d'une concession foncière à João Ramalho, afin qu'il puisse la peupler. Après trois siècles, en 1829, le marchand João Pedroso acquit des lots et créa des sites de loisirs dans la région, où il élevait du bétail et plantait des arbres fruitiers. Peu à peu, il a élargi les limites de la zone, qui a commencé à englober les basses terres de Zimbaúba (aujourd'hui Vila Zelina, Vila Bela et Jardim Independência).
Vila Prudente a été fondée le 4 octobre 1890. C'est cette année-là que les immigrés italiens Irmãos Falchi (Emídio, Panfilio et Bernardino Falchi), avec l'aide du financier Serafino Corso, achètent le terrain à Martinha Maria, la veuve d'Antônio Pedroso et installent la première industrie de la région, la Fábrica de Chocolates Falchi ou Chocolaterie Falchi. Le nom du quartier (et du quartier) vient de l'admiration que les frères Falchi, propriétaires à l'époque de sa fondation, avaient pour le président de l'État de São Paulo d'alors, Prudente de Morais, qui serait, des années plus tard, le premier président du Brésil d'origine paulista. On le voit, peut-être surdimensionné, dans le plan de Gomes Cardim de 1897. Le quartier a commencé à être desservi par une ligne de tramway en 1912, partant de la praça Padre Damião et allant à la praça da Sé. La ligne, de numéro 32, a été désactivée avec le reste du réseau dans les années 1960.

## Actualité
Il possède des quartiers en constante évolution, tels que Jardim Avelino, Parque da Vila Prudente, Vila Alpina, Vila Prudente et Vila Zelina.

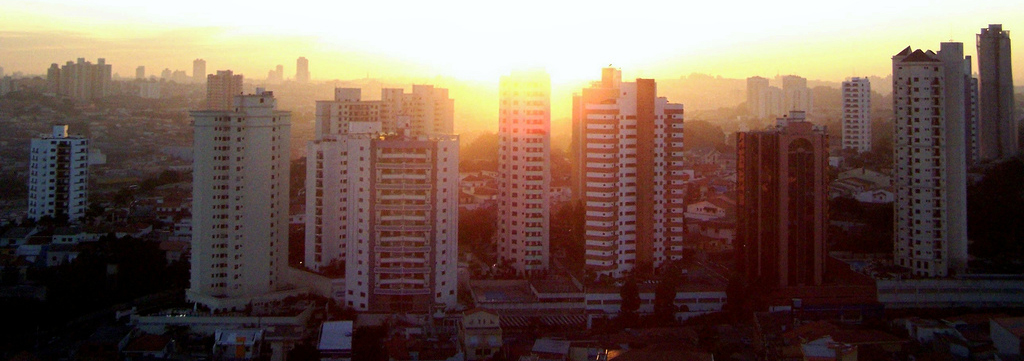
Vue du district, mettant en valeur le noble Jardim Avelino.

Un autre point positif est sa proximité avec le centre, situé à environ 6 km de largo da Vila Prudente, et des districts traditionnels de la ville, comme Ipiranga et Mooca.
En revanche, il existe encore des logements insalubres dans certaines régions du district. Il existe également une grande communauté, connue simplement sous le nom de Favela de Vila Prudente, qui est semi-urbanisée et située dans une région où il y avait autrefois une industrie.

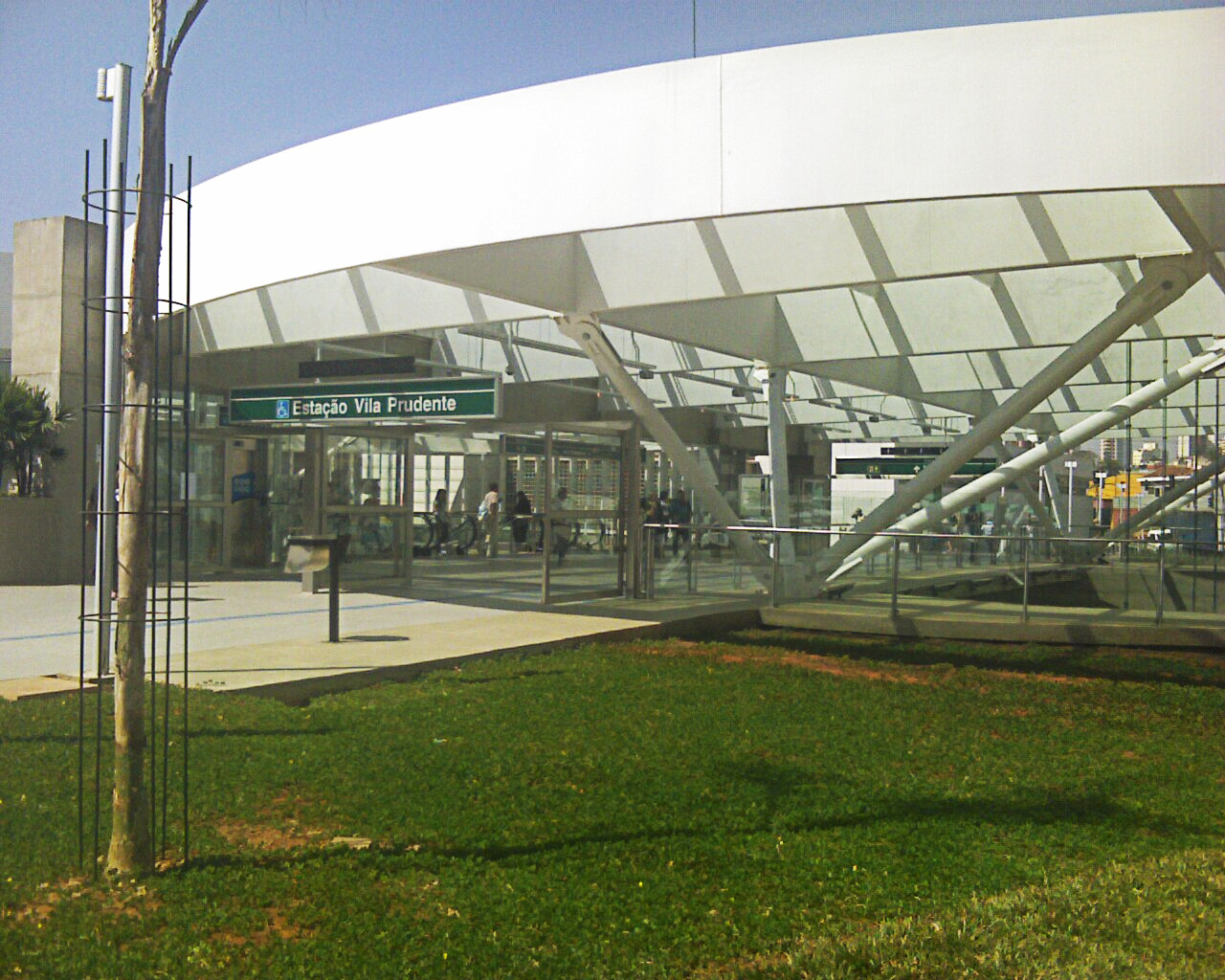
Architecture de la station Vila Prudente.

## Situation et infrastructures
Le district est desservi par la ligne 2 - Verte du métro de São Paulo, avec les stations Vila Prudente et Tamanduateí, inaugurées en 2010,. Il est également desservi par le BHNS Expresso Tiradentes, avec actuellement le dernier et unique système fermeture dans le district. L'Arrêt Dianópolis est situé à côté du terminus Vila Prudente et de la station de métro Vila Prudente.
Le district est desservi par la première ligne de monorail ou métro léger en service dans la ville de São Paulo, initialement labellé comme une extension de la ligne 2 verte, puis renommé ligne 15 du métro de São Paulo. Le monorail est un système similaire à celui déjà mis en place dans la ville de Tokyo,. Le premier tronçon, entre les stations Vila Prudente et Oratório, a été inauguré le 30 août 2014, et le deuxième tronçon, entre les stations São Lucas et de Vila União, a été inauguré le 6 avril 2018, lorsque le premier tronçon a été achevé, reliera le du district de São Mateus, lorsque le deuxième tronçon sera achevé, il reliera le district de São Mateus au district de Cidade Tiradentes. Plusieurs lignes de bus SPTrans sont présentes dans le quartier, dont la plupart sont situées sur la rua do Orfanato.
Il y a deux centres commerciaux dans le district : Central Plaza Shopping, situé sur l'avenida Doutor Francisco Mesquita, et Mooca Plaza Shopping, situé sur la rua Capitão Pacheco e Chaves. Le seul crématorium de la ville de São Paulo, en plus du cimetière de Vila Alpina (qui est l'un des plus grands de la ville de São Paulo), tous deux sont situés dans le quartier de Vila Alpina. Il possède également un grand club urbain, le Clube Municipal Arthur Friedenreich.
Le district dispose également d'un journal de quartier, Folha de Vila Prudente.

### Districts limitrophes
- Água Rasa - Nord-Est
- Mooca - Nord-Ouest
- São Lucas - Est
- Ipiranga - Ouest et Sud-Ouest

Municipalités limitrophes :
- São Caetano do Sul - Sud

Rues et avenues principales :
- Avenida Professor Luis Inácio Anhaia Melo
- Avenida Francisco Falconi
- Avenida Vila Ema
- Avenida Zelina
- Avenida Doutor Francisco Mesquita - Avenida do Estado
- Rua Ibitirama
- Rua do Orfanato
- Rua Capitão Pacheco e Chaves